# 校内写生
『校内写生』（こうないしゃせい）は、遊人による日本の漫画。また、それを原作としたOVA、OV、ゲーム。

## 概要
1989年から1991年にかけて『リイドコミック』（リイド社）にて連載された。多数のメディアミックス展開がなされた遊人の代表作の一つで、初期の単行本の売り上げは100万部を突破した。
2014年からは、『メンズゴールド』（リイド社）や電子書籍に掲載していた『新・校内写生』が日本文芸社から刊行された。OV版のタイトルと同一だが、内容は新作（ただし単行本には前作が一部収録）である。
世の女子高生たちの行動や体験を描き、その魅力に迫るという作品で、毎回登場人物が異なるオムニバス形式の短編となっている。主に女子高生たちに魅了されて男性がオナニーを行うというストーリーが多いが、中にはギャグやパロディを含むストーリーも存在する。
タイトルは「口内射精」と同音異義語となっている。

## 単行本リスト
- SPコミックス（リイド社、全4巻）※第4巻は修正版。
  1. ISBN 4-8458-0625-8 1989年9月25日
  2. ISBN 4-8458-0626-6 1989年11月11日
  3. ISBN 4-8458-0627-4 1990年6月9日
  4. ISBN 4-8458-0628-2 1991年5月18日
- シュベールコミックス（シュベール出版、全5巻）※初期単行本未収録エピソードを収録。
  1. 校内写生&フォビア 1992年3月
  2. 校内写生&フォビア 1992年4月
  3. 校内写生&ストレスフリーク 1992年5月
  4. 校内写生&ストレスフリーク 1992年6月
  5. 校内写生&ショート 1992年7月
- CaRROT NOVELS（ワニブックス、全2巻）※オムニバス形式の小説。執筆は2冊とも小松崎康弘。
  1. 校内写生 初めてのスケッチブック 1995年5月 ISBN 4-8470-3138-5
  2. 校内写生 放課後の妖精たち 1996年4月 ISBN 4-8470-3182-2
- シュベール文庫（シュベール出版、全3巻）
  1. 第1巻 1995年12月
  2. 第2巻 1996年1月
  3. 第3巻 1996年2月
- シュベールコミックス（シュベール出版、全6巻）※第4巻 - 第6巻は『校内写生』ではないので省略する。
  1. 超遊人 校内写生 1997年12月
  2. 超遊人 校内写生 1998年2月
  3. 超遊人 校内写生 1998年4月
- ミッシィコミックス（宙出版、全10巻）
  1. 校内写生×ANGEL 電車美少女編 2006年2月
  2. 校内写生×ANGEL 学園美少女編 2006年5月
  3. 校内写生×ANGEL 放課後美少女編 2006年7月
  4. 校内写生×ANGEL 恋する美少女編 2006年9月
  5. 校内写生×ANGEL 妹系美少女編 2006年10月
  6. 校内写生×ANGEL 純恋美少女編 2007年2月
  7. 校内写生×ANGEL 白い美少女編 2007年4月
  8. オール校内写生 2007年6月
  9. 校内写生アナザーストーリー×JULIET 真夜中の美少女編 2007年8月
  10. 校内写生アナザーストーリー×JULIET フルーツな美少女編 2007年10月
- ニチブンコミックス（日本文芸社、全4巻）
  1. 新・校内写生 1　2014年11月
  2. 新・校内写生 2　2016年11月
  3. 新・校内写生 3　2017年8月
  4. 新・校内写生 4　2018年9月

## OVA版
1990年から1992年にかけて全3巻がリリース。遊人としては初の映像作品となる作品であり、原作同様のオムニバス形式で、原作と全く同じエピソードが収録されている。
なお、1994年には『校内写生 うるし原智志コレクション』というOVAがリリースされたが、これは『校内写生2』に収録されたうるし原智志による作画の2話を収録しただけのものである。
また、先述の全3巻（『校内写生』『校内写生2』『校内写生Final』）は、2001年に全2巻のDVDとして、『校内写生1』『校内写生2』のタイトルでリリースされた。『校内写生Final』は、6つの収録エピソードが『校内写生1』『校内写生2』に別けて収録されている（『1』…Aをねらえ!、一番怖い話、行けッ世界平和の為に、『2』…世にも幸福な物語、スランプの乗り越え方、伝説の少女）。
発売当時は年齢制限が設けられておらず、一般指定として発売されていたが、DVD化の際に年齢制限が設けられ、現在ではアダルトアニメとしてDVD発売している。

### 校内写生 （1990年）
収録エピソード
- 通勤電車の幸福
- マッチ売りの少女
- 女子校生看護婦

スタッフ
- 企画制作 - 吉田尚剛
- 原作 - 遊人（リイドコミック連載）
- 監督・脚本 - 桜井利之
- キャラクターデザイン - 森山雄治
- 作画監督 - 森山雄治、三宅和彦、はしもとたかし
- 美術監督 - 中座洋次
- 音響監督 - 藤山房伸
- 音楽 - 安田毅
- 主題歌 - 『センセーに言ってやろう!』（歌：坂上とし恵）

- 作詞・作曲・編曲：3年2組Project（作詞：須賀正人、作曲・編曲：安田毅）

- プロデューサー - 山崎成人
- アニメーション制作 - スタジオ・ファンタジア
- 制作 - 創映新社
- 協力 - リイドコミック編集部

キャスト
- 本多知恵子
- 久梨原れな
- 林優子
- 坂上とし恵
- 石森達幸
- 西村知道
- 安倍敦
- 星野充昭
- 山口健
- 大塚明夫

### 校内写生2 （1991年）
収録エピソード
- 子供の日に帰りたい
- 宅配ピザをタダで食べる方法
- セーラー服戦士アッコちゃん
- 気功少女

スタッフ
- 原作 - 遊人（リイドコミック連載）
- キャラクターデザイン・絵コンテ - もりやまゆうじ、うるし原智志、橋本敬史、松原秀典、よしもときんじ、早瀬廣章
- 作画監督 - うるし原智志、橋本敬史、松原秀典
- 美術監督 - 中座洋次
- 音楽 - 安田毅
- 主題歌 - 『放課後のロマンス』（歌：坂上とし恵）
  - 作詞・作曲・編曲：3年2組Project（作詞：須賀正人、作曲・編曲：安田毅）

- プロデューサー - 山崎成人
- アニメーション制作 - スタジオ・ファンタジア
- 制作 - 創映新社
- 協力 - リイドコミック編集部

### 校内写生Final （1992年）
収録エピソード
- 世にも幸福な物語
- スランプの乗り越え方
- Aをねらえ!
- 一番怖い話
- 行けッ世界平和の為に
- 伝説の少女

スタッフ
- 原作 - 遊人（リイドコミック連載）
- 監督総指揮 - 池上誉優
- キャラクターデザイン - うるし原智志、平山智
- 絵コンテ - 鈴木卓夫、池上誉優、清水敬、石渡美男
- 作画監督 - 平山智、落合正宗、高橋由利
- 音楽 - 安田毅
- 主題歌 - 『校内写生FINAL 性教育的指導』（歌：森村あすか）

- 作詞・作曲・編曲：3年2組Project（作詞：須賀正人、作曲・編曲：安田毅）

- アニメーション制作 - スタジオシグナル

## OV版
計6期にわたって、OVがリリースされた。

### 校内写生 完全実写版（1992年）
4話収録のオムニバス形式。（1992年12月21日、JVD）。2001年にDVD化（2001年11月9日、JVD）。
スタッフ
- 監督：錦織良成
- 脚本：君塚匠
- キャスティング：新井正行
- 撮影：藤堂正樹
- 音声：天野透
- 音楽：フィスミュージック
- 原作：遊人

キャスト
女子高生はやめられない
- 澤崎愛子
- 吉岡真由美
- 北原志穂
- せんだみつお
- 岡本早生
- 村上寿
- 久保田祥子
- 中田めぐみ
- はぬまあん
- 江利じゅん

探偵物語編
- 胡桃沢ひろ子

マン引き編
- 飯島愛

禁断症状編
- 西尾悦子

### 校内写生 認定実写版（1993年）
2話収録。（1993年8月27日、JVD）。2002年にDVD化（2002年12月13日、JVD）。
スタッフ
- 企画：錦織良成、常包英行
- 監督：錦織良成
- 脚本：君塚匠、錦織良成
- 技術協力：千代田ビデオ、Artlink Advertising Co,Ltd
- 音楽：フィス・ミュージック
- 原作：遊人（シュベール出版）
- 製作：エヌエスアド
- 製作：吉田尚剛、平尾忠信

キャスト
制服密売香港事情
- 寺尾友美
- 宍戸留美
- 堀川早苗
- 柳田真宏
- 村上寿
- 黄媛亭
- 簡恵欣

ZOKKONなの!!
- 亜里香
- 星川遙
- 高橋真由美
- 大貫かおり
- 澤崎愛子
- 牧本千幸
- 立野しのぶ
- 高木規行

### 校内写生'96 A FRAGILE HEART（1996年）
Vシネマ。（1996年5月24日、JVD）。2002年に『校内写生'97 渋谷レイパーズ』と同時収録でDVD化（2002年12月13日、JVD）。
スタッフ
- 原作：遊人
- 制作：平尾忠信
- 企画：常包英行
- 監督：錦織良成
- 脚本：畠山典久、ついよし太、錦織良成
- 撮影：藤堂正樹
- 録音：田村亥次
- 音楽：フィスミュージック

キャスト
- 田口トモロヲ
- 霧島詩子（西谷 有可）
- 粟津號
- 由良よしこ
- 軌保博光
- 前園花鈴
- 田中義訓　
- 桜井亜弓
- 虹野灰猫

### 校内写生'97 渋谷レイパーズ（1997年）
Vシネマ。（1997年2月21日、JVD）。2002年に『校内写生'96 A FRAGILE HEART』と同時収録でDVD化（2002年12月13日、JVD）。
スタッフ
- 原作：遊人
- 制作：平尾忠信
- 企画：常包英行
- 監督・脚本：三好隆之
- 撮影：藤堂正樹
- 録音：田村亥次
- 音楽：フィスミュージック

キャスト
- 三枝実央
- 北原梨奈
- 砂山あきら
- 横須賀蓉美
- 牧本千幸
- 白石タダシ
- 武田有造
- 小篭行雄
- 花岡源浩
- 濱本康輔
- 二階堂智
- 鈴木郷

### 新 校内写生（1998年）
新シリーズ。（1998年7月1日、日本コロムビア）。DVD化されていない。
スタッフ
- 原作：遊人
- 監督：干支独活
- 脚本：五代暁子
- 撮影：安藤敦美

キャスト
- 若菜瀬菜
- 小野美晴
- 小川明日香
- 林由美香
- 夏田鈴々

### 新 校内写生U（ウルトラ） 盗撮マニアVS女子高生（1998年）
新シリーズの第2弾。（1998年12月1日、日本コロムビア）。現在DVD化されていない。
スタッフ
- 原作：遊人
- 監督・脚本：干支独活
- 製作：高杉小太郎
- 撮影：中田利明

キャスト
- 白石琴子
- 吉井美希
- 風間麻衣
- 美咲レイラ
- 渡辺寿美枝

## ゲーム
1991年7月27日にフェアリーテールのX指定より、PC-9801VM、X68000、FM TOWNS、MSX2向けの18禁アドベンチャーゲームとして全3巻が発売された。
- 第1巻 - 世にもHな物語
- 第2巻 - 美少女仮面の謎：美少女仮面見参!
- 第3巻 - セーラー服戦士アッコちゃん対美少女仮面

それぞれ、原作の漫画版のエピソードを基にゲーム化。第1巻は6篇のオムニバスで、それぞれ原作のエピソードをなぞるシナリオとなっている。第2巻と第3巻は共通した世界観で主人公は同一人物となっており、幾人かのキャラクターが連続して登場している。原作でのエピソードを随所に挿入しながら、メインのシナリオを進めていく（美少女仮面の設定はゲームオリジナル）。
MSX2版はまずまずの人気を博し、『MSXマガジン』『MSX・FAN』誌上においてTOP10にランクインした。
1993年2月19日には全3巻をまとめた『遊人SPECIAL COLLECTION』がPC-9801VMとX68000向けにのみ発売された。前年に起きた沙織事件の影響で性表現や描写が修正され、ゲーム開始時にあらかじめ用意した単語から女性器や性行為を現す言葉を選ぶ方式になっている。